# 切爾韋納熱奇采

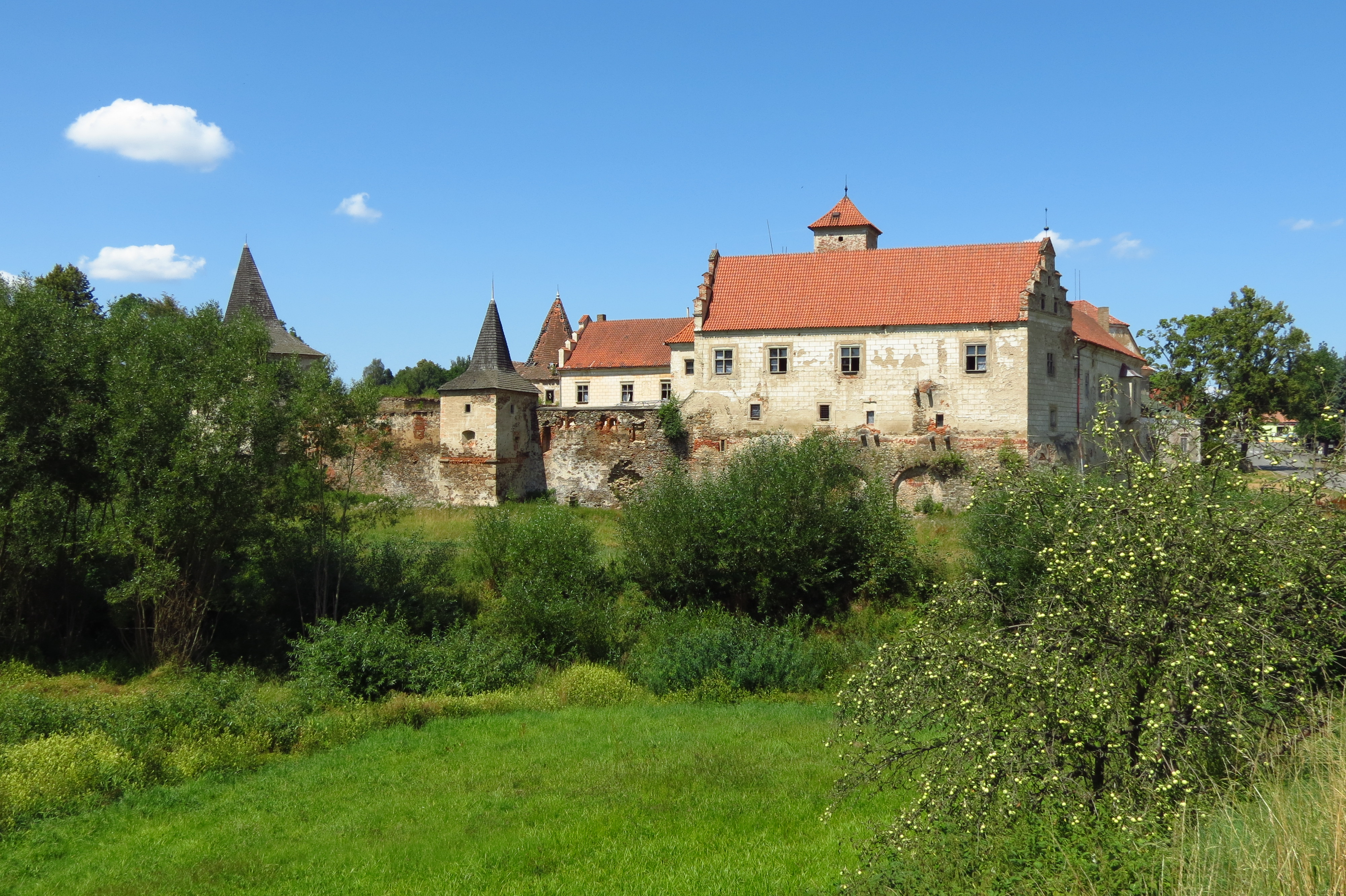

切爾韋納熱奇采是捷克的城鎮，位於該國中部，距離佩爾赫日莫夫12公里，由維索基納州負責管轄，面積26.46平方公里，海拔高度455米，2014年人口僅975。

## 外部連結
- Municipality website （页面存档备份，存于） (in Czech)